# علي الكنز
علي الكنز (6 يناير 1946 – 1 نوفمبر 2020م) مفكر وباحث وعالم اجتماع وكاتب وأكاديمي جزائري من المتخصصين العرب القلائل في علم الاجتماع الصناعي، في سكيكدة حيث ولد عام 1946، بدأ مسيرته الأكاديمية في بداية السبعينات في قسم الفلسفة في جامعة الجزائر، ثم اتجه في منتصف السبعينات إلى تخصص علم الاجتماع، من أبرز مؤلفاته الكتابة في المنفى.

## سيرته الشخصية
كان في البداية طالبًا ثم مدرسًا للفلسفة في جامعة الجزائر، ثم تحول نحو علم الاجتماع بجامعة الجزائر ثم بجامعة نانت. وفي عام 1984 دافع عن أطروحة دكتوراه تحت إشراف بيير فيليب ري (التي نشرتها طبعات المركز الوطني للبحث العلمي في عام 1987 تحت عنوان "صناعة صناعية"). تأثر الراحل بأقطاب علم الاجتماع كـ ابن خلدون، فرانز فانون، ومصطفى الأشرف والعالم المصري سمير أمين الذي نشر معه مجموعة من الدراسات فيما بعد.
غادر الجزائر في عام 1993، وأصبح مدرسًا وباحثًا في جامعة نانت8 حيث بقي حتى تقاعده في عام 2008. وشارك في إنشاء معهد الدراسات المتقدمة (IEA) في نانت مع آلان سوبيو. موضوعاته البحثية الرئيسية هي العمل والتنمية وعلم اجتماع العلوم. أبرز أماكن مراقبته وتحليله الجزائر والعالم العربي وإفريقيا
كما نشر مقالات في صحيفة الوطن الجزائرية الصادرة باللغة الفرنسية.

## مؤلفاته
- (1980)، الاقتصاد في الجزائر[5]
- (1985)، الأساتذة المفكرون[5]
- (1989)، الجزائر والحداثة[5]
- (1990)، الصدفة والتاريخ[5]
- (1990)،5 دراسات حول الجزائر والعالم العربي: دار بوشان [6]
- (1993)، على مر الأزمة[5]
- (1994)، غرامشي في العالم العربي[5]
- (2002)، العلاقات العربية الأوربية: مركز البحوث العربية، القاهرة[7]
- (2009)، كتابة المهجر[5]
- (2013)، الهوية وقضاياها في الوعي العربي المعاصر: مركز دراسات الوحدة العربية، بيروت[8]

### مؤلفاته باللغة الفرنسية
- العلوم التكنولوجيا والمجتمع[9]
- خمس دراسات حول لجزائر والعالم العربي
- خلال الأمة
- العالم العربي
- الكتابة من المنفى

## مناصبه
تولى الكنز عدة مناصب منها الذي يلي:
- أستاذ مساعد في الفلسفة بجامعة الجزائر (1970-1974) [10]
- بروفيسور في علم الاجتماع بنفس الجامعة إلى غاية 1993.
- مدير مركز البحث في الاقتصاد التطبيقي التابع لجامعة الجزائر.
- أستاذ مشارك بجامعة تونس لمدة سنتين من عام 1993- 1994.
- أستاذ في علم الاجتماع في جامعة نانت الفرنسية منذ 1995 وحتى عام 2020.
- شغل الراحل العديد من الوظائف في الجمعية العربية لعلم الاجتماع وكذا بمجلس التنمية والبحث في العلوم الاجتماعية بأفريقيا.
- مستشار علمي مكلف بمحور «العلم والمجتمع» لدى جامعة أمريكية.

## إسهاماته العلمية
تأسيس الجمعية العربية لعلم الاجتماع، والجمعية الثقافية الجاحظية جمعت نخبة من المثقفين الجزائريين المعرّبين المفرنسين والعلماء الاجتماع العرب.
وضع حصيلة بحوث في العلوم الاجتماعية في الجزائر والعالم العربي في مجلة إنسانيات والمجلة الإفريقية للكتب ومختلف المؤتمرات الكبرى.
وضع مبادراته وخبرته في مساعدة عديد المؤسسات العلمية عبر العالم وخاصة مجلس تنمية البحوث الاجتماعية في إفريقيا(CODESRIA).
أنجر العديد من المساهمات في الصحافة الجزائرية والمجلات العلمية بخاصة جريدة الأحداث وجريدة الوطن. 
تعاون بعدة بحوث ودراسات مع مركز الدراسات المغاربية في تونس 

## وفاته
توفي الراحل علي الكنز ليلة الأحد إلى الإثنين 2 نوفمبر 2020 بمدينة نانت الفرنسية عن عمر ناهز 74 سنة على إثر مرض عضال، حسبما أعلنه أقرباؤه.